# Dammtjärnen (Arvidsjaurs socken, Lappland, 729060-166916)
Dammtjärnen är en sjö i Arvidsjaurs kommun i Lappland och ingår i Åbyälvens huvudavrinningsområde.